# Diego Manuschevich
Diego Manuschevich (* 1984 in Santiago de Chile) ist ein chilenischer, in Frankreich lebender Jazz- und Improvisationsmusiker (Klarinetten, Saxophone, auch Flöte, Komposition).

## Leben und Wirken
Manuschevich stammt aus Santiago und begann seine Karriere in der chilenischen Jazz- und experimentellen Musikszene. Erste Aufnahmen im Jazz entstanden 2007 in der Bigband Quintessence unter Leitung von Francisco Nuñez und Martin Joseph. Er spielt seitdem Musik, die tief in den Bop-, Post Bop- und frühen Free-Jazz-Traditionen verwurzelt ist und in abstrakten Formen weiterentwickelt. 2012 legte er in Sextett-Besetzung das Album The Calling (Nefarious Industries) vor, gefolgt von Yelcho (2013). Er hat seitdem an zahlreichen freien Improvisationsprojekten, z. T. in New York, mit Musikern wie Hugo Manuschevich, Steve Swell, Stephen Gauci, Marc Edwards, Eric Zinman, François Grillot, Todd Capp, Cristian Gallardo, Raimundo Santander, Armando Ulloa, Roberto C. Lecaros und Mauricio Rodriguez gearbeitet.
Inzwischen in Frankreich lebend, erwarb Manuschevich 2017 den Bachelor-Abschluss am Konservatorium Straßburg und arbeitete weiterhin in Projekten mit Musikern wie Samuel Dühsler, Bernard Struber, Elie Martin-Charrière (Dear Friend, 2017), Bänz Oester, Jean-Marc Foltz, Laurent Dehors, Tristan Honsinger und Matthieu Mazué. Des Weiteren entstand mit dem Projekt GBO das Ambient-orientierte Album Sleeptape. Mit dem Bassisten Javier Valdebenito legte er 2023 das Duoalbum 12 vor. Manuschevich lebt in Colmar.

## Diskographische Hinweise
- Garinbop (2021), mit Marcelo Maldonado, Jasper Huysentruyt, Javier Valdebenito, Hugo Manuschevich[3]
- Turista II (2022), mit Matthieu Mazué, Michael Cina[4]
- En Thelonious (2023), mit Cristian Gallardo, Javier Valdebenito, Matias Mardones[5]
- Diego Manuschevich & Javier Valdebenito: 12 (2023)